# Camp del Centenari
El Camp del Centenari fue fundado en 1936, con capacidad para 10 000 personas. Dimensiones 105 x 65 metros. Situado en la Avd. Navarra.
Acogió los partidos del C.F. Badalona y forma parte de una permuta de terrenos con el Ayuntamiento de Badalona para la construcción de un nuevo estadio en la ciudad.
En el Camp del Centenari se vivieron los mejores momentos de la historia del club.
Desde los años dorados en Segunda División en las décadas de los 40, 50 y 60 hasta el ansiado ascenso a Segunda B en 2004, y jugando fases de ascenso a Segunda A.
Se ganó la Copa Federación en la temporada 2003-04 con un Camp del Centenari lleno hasta la bandera.
Se vivieron eliminatorias de Copa del Rey contra equipos como el FC Barcelona de Ronaldinho o el Levante UD. 
El estadio fue demolido en enero de 2015.